# Grand Prix Německa 1998
Grand Prix Německa 1998 (LX. Großer Mobil 1 Preis von Deutschland), 11. závod 49. ročníku mistrovství světa jezdců Formule 1 a 41. ročníku poháru konstruktérů, historicky již 625. grand prix, se již tradičně odehrála na okruhu Hockenheimring.

## Výsledky

### Kvalifikace
| Pořadí | Číslo | Jezdec                | Konstruktér         | Čas      | Odstup |
| ------ | ----- | --------------------- | ------------------- | -------- | ------ |
| 1      | 8     | Mika Häkkinen         | McLaren-Mercedes    | 1:41.838 | —      |
| 2      | 7     | David Coulthard       | McLaren-Mercedes    | 1:42.347 | +0.509 |
| 3      | 1     | Jacques Villeneuve    | Williams-Mecachrome | 1:42.365 | +0.527 |
| 4      | 10    | Ralf Schumacher       | Jordan-Mugen-Honda  | 1:42.994 | +1.156 |
| 5      | 9     | Damon Hill            | Jordan-Mugen-Honda  | 1:43.183 | +1.345 |
| 6      | 4     | Eddie Irvine          | Ferrari             | 1:43.270 | +1.432 |
| 7      | 6     | Alexander Wurz        | Benetton-Playlife   | 1:43.341 | +1.503 |
| 8      | 5     | Giancarlo Fisichella  | Benetton-Playlife   | 1:43.369 | +1.531 |
| 9      | 3     | Michael Schumacher    | Ferrari             | 1:43.459 | +1.621 |
| 10     | 2     | Heinz-Harald Frentzen | Williams-Mecachrome | 1:43.467 | +1.629 |
| 11     | 14    | Jean Alesi            | Sauber-Petronas     | 1:43.663 | +1.825 |
| 12     | 15    | Johnny Herbert        | Sauber-Petronas     | 1:44.599 | +2.761 |
| 13     | 16    | Rubens Barrichello    | Stewart-Ford        | 1.44.776 | +2.938 |
| 14     | 12    | Jarno Trulli          | Prost-Peugeot       | 1:44.844 | +3.006 |
| 15     | 21    | Toranosuke Takagi     | Tyrrell-Ford        | 1:44.961 | +3.123 |
| 16     | 11    | Olivier Panis         | Prost-Peugeot       | 1:45.197 | +3.359 |
| 17     | 17    | Mika Salo             | Arrows              | 1:45.276 | +3.438 |
| 18     | 16    | Pedro Diniz           | Arrows              | 1:45.588 | +3.750 |
| 19     | 19    | Jos Verstappen        | Stewart-Ford        | 1:45.623 | +3.785 |
| 20     | 22    | Šindži Nakano         | Minardi-Ford        | 1:46.713 | +4.875 |
| 21     | 23    | Esteban Tuero         | Minardi-Ford        | 1:47:265 | +5.427 |

### Závod
| Pořadí | Číslo | Jezdec                | Konstruktér         | Kola | Čas/odstoupení | Start | Body |
| ------ | ----- | --------------------- | ------------------- | ---- | -------------- | ----- | ---- |
| 1      | 8     | Mika Häkkinen         | McLaren-Mercedes    | 45   | 1:20:48.0      | 1     | 10   |
| 2      | 7     | David Coulthard       | McLaren-Mercedes    | 45   | +0.426         | 2     | 6    |
| 3      | 1     | Jacques Villeneuve    | Williams-Mecachrome | 45   | +2.577         | 3     | 4    |
| 4      | 9     | Damon Hill            | Jordan-Mugen-Honda  | 45   | +7.185         | 5     | 3    |
| 5      | 3     | Michael Schumacher    | Ferrari             | 45   | +12.613        | 9     | 2    |
| 6      | 10    | Ralf Schumacher       | Jordan-Mugen-Honda  | 45   | +29.738        | 4     | 1    |
| 7      | 5     | Giancarlo Fisichella  | Benetton-Playlife   | 45   | +31.026        | 8     |      |
| 8      | 4     | Eddie Irvine          | Ferrari             | 45   | +31.649        | 6     |      |
| 9      | 2     | Heinz-Harald Frentzen | Williams-Mecachrome | 45   | +32.784        | 10    |      |
| 10     | 14    | Jean Alesi            | Sauber-Petronas     | 45   | +48.371        | 11    |      |
| 11     | 6     | Alexander Wurz        | Benetton-Playlife   | 45   | +57.994        | 7     |      |
| 12     | 12    | Jarno Trulli          | Prost-Peugeot       | 44   | +1 lap         | 14    |      |
| 13     | 21    | Toranosuke Takagi     | Tyrrell-Ford        | 44   | +1 lap         | 15    |      |
| 14     | 17    | Mika Salo             | Arrows              | 44   | +1 kolo        | 17    |      |
| 15     | 11    | Olivier Panis         | Prost-Peugeot       | 44   | +1 kolo        | 16    |      |
| 16     | 23    | Esteban Tuero         | Minardi-Ford        | 43   | +2 kola        | 21    |      |
| Ret    | 15    | Johnny Herbert        | Sauber-Petronas     | 37   | Převodovka     | 12    |      |
| Ret    | 22    | Šindži Nakano         | Minardi-Ford        | 36   | Převodovka     | 20    |      |
| Ret    | 18    | Rubens Barrichello    | Stewart-Ford        | 27   | Převodovka     | 13    |      |
| Ret    | 19    | Jos Verstappen        | Stewart-Ford        | 24   | Převodovka     | 19    |      |
| Ret    | 16    | Pedro Diniz           | Arrows              | 2    | Plynový pedál  | 18    |      |

## Průběžné pořadí šampionátu
Pohár jezdců
| Pořadí | Jezdec             | Body |
| ------ | ------------------ | ---- |
| 1      | Mika Häkkinen      | 76   |
| 2      | Michael Schumacher | 60   |
| 3      | David Coulthard    | 42   |
| 4      | Eddie Irvine       | 32   |
| 5      | Alexander Wurz     | 17   |

Pohár konstruktérů
| Pořadí | Konstruktér         | Body |
| ------ | ------------------- | ---- |
| 1      | McLaren-Mercedes    | 118  |
| 2      | Ferrari             | 92   |
| 3      | Benetton-Playlife   | 32   |
| 4      | Williams-Mecachrome | 24   |
| 5      | Jordan-Mugen-Honda  | 7    |